# William H. Heald

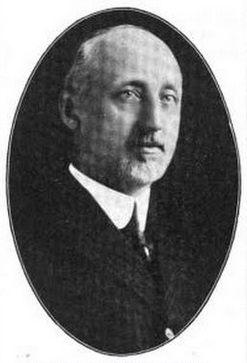
William H. Heald

William Henry Heald (* 27. August 1864 in Wilmington, Delaware; † 3. Juni 1939 ebenda) war ein US-amerikanischer Politiker. Zwischen 1909 und 1913 vertrat er den  Bundesstaat Delaware im US-Repräsentantenhaus.

## Werdegang
William Heald besuchte die öffentlichen Schulen in Wilmington und danach bis 1883 die University of Delaware. Zwischen 1888 und 1892 war er Revisor der Bundesbanken in den Staaten Montana, Idaho, Washington und Oregon. Nach einem Jurastudium an der George Washington University in Washington, D.C. und seiner Zulassung als Rechtsanwalt begann er in Wilmington in seinem neuen Beruf zu praktizieren. Zwischen 1901 und 1905 war er außerdem Posthalter in seiner Heimatstadt.
Heald war Mitglied der Republikanischen Partei und wurde im Jahr 1908 in das US-Repräsentantenhaus gewählt. Dort trat er am 4. März 1909 die Nachfolge von Hiram R. Burton an. Nach einer Wiederwahl im Jahr 1910 konnte er bis zum 3. März 1913 im Kongress verbleiben. 1912 verzichtete er auf eine weitere Kandidatur. In den folgenden Jahren arbeitete Heald wieder als Rechtsanwalt und stieg in das Bankgeschäft ein. Zwischen 1915 und 1939 war er auch Kurator der University of Delaware. Seit 1936 war er Präsident des Kuratoriums.